# 默尔斯多夫
默尔斯多夫是德国图林根州的一个市镇。总面积6.92平方公里，总人口443人，其中男性225人，女性218人（2011年12月31日），人口密度64人/平方公里。

## 地理位置
该镇位于奎拉 (Quirla)东北约两公里处，靠近北部的A4 高速公路和东部的A9高速公路的交界处。 L1076国道从 Stadtroda穿过 Mörsdorf前往Reichenbach。莫尔斯多夫 (Mörsdorf) 位于萨勒河 (Saale)和魏瑟埃尔斯特 (Weißer Elster)之间的一个小山谷（前市中心）的山脊上。默斯多夫拥有大量地下水，所有池塘都充满了地下水。

## 历史
该地区的第一批居民是索布人，约有 900 人，他们将该地区割让给了日耳曼部落。由于那里有可开发的土壤和周围的树林，弗兰肯人和图林根人随后从西部移民到那里。
该村庄于 1457 年首次被书面提及。据当地历史学家称，该村庄于 1150 年左右被命名为Mertensdorf或Martinsdorf，并于 1520 年左右改名为Mersdorf。从 1600 年起，它被称为Mörsdof 。